# Anson Cars
Anson Cars – były brytyjski konstruktor samochodów wyścigowych oraz zespół wyścigowy. Przedsiębiorstwo zostało założone w 1975 roku, kiedy to mechanicy Formuły 1 - Gary Anderson oraz Bob Simpson zbudowali pierwszy samochód o nazwie Anson SA1, używany w Formule Libre. Był on oparty na Brabhamie BT38. Po powrocie Andersona do Formuły 1 (jako mechanik McLarena), od 1980 roku konstrukcją samochodów dla Formuły 3 oraz Formuły Super Vee zajął się Jeff Hills.
Poza konstrukcją bolidów, firma prowadziła swój zespół wyścigowy, startujący między innymi w Europejskiej Formule 3. W 1985 roku Tommy Byrne był tam szósty w klasyfikacji generalnej.